# گوین بازونو
گوین بازونو (انگلیسی: Gavin Bazunu؛ زادهٔ ۲۰ فوریهٔ ۲۰۰۲) بازیکن فوتبال اهل جمهوری ایرلند است.
از باشگاه‌هایی که در آن بازی کرده‌است می‌توان به اشاره کرد.
وی همچنین در تیم‌های ملی فوتبال زیر ۲۱ سال و بزرگسالان جمهوری ایرلند بازی کرده‌است.

## دوران ملی
در مارس ۲۰۲۱، او برای اولین بار برای مسابقات مقدماتی جام جهانی ۲۰۲۲ به تیم بزرگسالان ایرلند جنوبی دعوت شد. او اولین بازی خود را برای بزرگسالان در شکست ۱–۰ در ۲۷ مارس ۲۰۲۱۱ مقابل تیم ملی فوتبال لوکزامبورگ انجام داد.

## زندگی شخصی
بازونو در دوبلین به دنیا آمد و در حومه فیرهاوس بزرگ شد. او اصالتاً نیجریه‌ای است.